# Wohn- und Wirtschaftsgebäude Neuendammer Straße 38
Das Wohn- und Wirtschaftsgebäude Neuendammer Straße 38 in der niedersächsischen Stadt Osterholz-Scharmbeck, Ortsteil Pennigbüttel, stammt vom Anfang des 19. Jahrhunderts. Aktuell (2025) wird es zum Wohnen genutzt.
Das Gebäude steht unter Denkmalschutz (siehe auch Liste der Baudenkmale in Osterholz-Scharmbeck).

## Geschichte und Beschreibung
Das 1216 erstmals erwähnte Dorf Penningbüttel auf der Osterholzer Geest am Rande des Teufelsmoores war im 18./19. Jahrhundert durch die Landwirtschaft geprägt.
Das eingeschossige giebelständige Wohn- und Wirtschaftsgebäude als Zweiständer-Hallenhaus in Raste-Fachwerk mit Steinausfachungen, mit reetgedecktem Krüppelwalmdach mit Fledermausgaube, Uhlenloch und der Grooten Door mit Korbbogen wurde 1804 (Inschrift) gebaut.
Das Landesdenkmalamt befand u. a.: „… regionstypisches Hallenhaus in Zweiständerkonstruktion …“